# Hunyadi Buzás Endre
Hunyadi Buzás Endre, Hunyadi-Buzás Endre Ignác (Eger, 1895. október 21. – Budapest, 1972. szeptember 11.) magyar főjegyző, országgyűlési képviselő.

## Élete
Hunyadi Buzás Elek (1870–?) és Sztupka Matild (?–?) elsőszülött fiaként született. 1923. október 20-án, szülővárosában kötött házasságot, felesége Pápai (Vratarics) Klára színművész (1900–1984) lett; házasságukból 1927. június 19-én született György fiuk, aki Bánffy György néven vált a második világháború után a kor egyik legismertebb színészévé.
Jogi oklevelet szerzett, Heves vármegye másodfőjegyzője volt. 
1940. október 27-én, a hevesi választókerületben, Nyireő Andor nyilaspárti országgyűlési képviselő mandátumának – kisebb formai hiba miatt történt – megsemmisítését követően kiírt időközi választáson parlamenti mandátumot nyert, a Magyar Élet Pártja színeiben.
Jó kapcsolatban állt Bajcsy-Zsilinszky Endrével; a német megszállás idején feleségével együtt több ízben mentettek, illetve bújtattak zsidó származású színészeket.